# Parabramis pekinensis
Parabramis pekinensis es una especie de peces de la familia de los
Cyprinidae en el orden de los Cypriniformes.

## Morfología
- Los machos pueden llegar alcanzar los 55 cm de longitud total y 4.100 g de peso.[1][2]

## Alimentación
Come plantas acuáticas

## Hábitat
Es un pez de agua dulce y de clima templado (10 °C-20 °C).

## Distribución geográfica
Se encuentran en Asia: desde la  cuenca del río Amur hasta Shanghái (la China ).